# Ursus 6024
Ursus 6024 – ciężki ciągnik postlicencyjny z napędem na 4 koła i silnikiem ekologicznym produkowany seryjnie w latach 2007–2009 przez firmę ZPC Ursus.

## Dane techniczne
Silnik:
- Typ – ekologiczny PERKINS 1104C-44,
- Kompletacja – RE38364,
- Rodzaj – wysokoprężny, czterosuwowy, rzędowy, z bezpośrednim wtryskiem paliwa, chłodzony cieczą, wolnossący,
- Moc znamionowa – 60 kW (82 KM),
- Pojemność silnika – 4400 cm³,
- Średnica cylindra/skok tłoka – 105/127 mm,
- Max. moment obrotowy – 294 Nm,
- Liczba cylindrów – 4,
- Jednostkowe zużycie paliwa przy mocy znamionowej – 233 g/kWh,
- Jednostkowe zużycie paliwa przy max. momencie obrotowym – 219 g/kWh,
- Pompa wtryskowa rozdzielaczowa z regulatorem mechanicznym – Bosch R927.

Układ napędowy:
- Skrzynia przekładniowa – mechaniczna z kołami o stałym zazębieniu synchronizowana,
- Liczba biegów przód/tył – 12/4,
- Blokada mech. różnicowego – mechaniczna,
- Prędkość jazdy do przodu – 2,11−29,9 km/h,
- Prędkość jazdy do tyłu – 3,17−16,30 km/h,
- Rodzaj WOM – niezależny, z wielotarczowym sprzęgłem mokrym i hamulcem,
- Prędkość obr. WOM/silnik – 540/1993 obr./min, 1000/2000 obr./min,
- Min. moc z WOM przy znamionowych obr. silnika – 47,5 kW (65 KM),
- Przedni most firmy DANA.

Układ hydrauliczny:
- Regulacja podnośnika – siłowa, pozycyjna, szybkości reakcji,
- Wydatek pompy podnośnika – 24,5 l/min.,
- Wydatek hydr. zew. łączny z pompą pomocniczą – 60 l/min.,
- Max. udźwig podnośnika – 3850 kg,
- Hydraulika zewnętrzna – 4.

Układ jezdny:
- Mechanizm kierowniczy – hydrostatyczny,
- Hamulec roboczy – niezależny, tarczowy, mokry załączany hydraulicznie,
- Hamulec postojowy – mechaniczny,
- Ogumienie przód / tył – 12/4R24 /16,9R34 (niskoprofilowe 360/70R24 / 480/70R34)*,
- Rozstaw kół przednich – 1510−1820 mm,
- Rozstaw kół tylnych – 1515−2220 mm.

Wymiary – masy – pojemności:
- Długość x szer. x wys. (mm) – 4310x2090x2720,
- Rozstaw osi – 2290 mm,
- Prześwit – 370−380 mm,
- Min. masa – 3905 kg,
- Max. masa z obciążnikami – 4455 kg,
- Zbiornik paliwa – 180 dm³,
- Ogumienie przód/tył – 12,4R24 / 360/70R24.

Inne zespoły:
- Kabina – komfortowa, typ SPS06,
- Obciążniki przednie – 260 kg,
- Obciążniki tylne – (290 kg)*.